# Зиновьевы
Зино́вьевы — древний русский дворянский род, который считается русской ветвью литовских Зеновичей, и те и другие используют герб «Деспот».
При подаче документов (23 апреля 1686 года), для внесения рода в Бархатную книгу, была предоставлена родословная роспись Зиновьевых, три герба Зиновьевых (Зиновичей), выписки из хроники Папроцкого, "Гнезда рыцарей", 'Орбиса Полонуса" и шесть указных царских грамот (1589) голове Афанасию Фёдоровичу Зиновьеву, также к делу был приложен опрос польского дворянина Александра Николаевича Зиновича о однородстве с Зиновьевыми. Род внесён в VI часть родословных книг Санкт-Петербургской, Новгородской, Орловской и Полтавской губерний. Другие роды Зиновьевых, общим числом 19, более позднего происхождения.
Генерал от инфантерии Николай Васильевич Зиновьев учредил из одной части своего имущества майорат в пользу рода Зиновьевых.

## Происхождение
Полоцкий дворянин Александр Зиновьевич выехал из Литвы в Москву (по традиционной датировке, в 1400 году, хотя судя по хронологии речь идёт о конце XV века), где великий князь Василий Дмитриевич пожаловал его многими поместьями и вотчинами. Брат же его Зиновий Зиновьевич, остался в Литве и был родоначальником литовской фамилии Деспот-Зеновичей.
Стольник Пётр Васильев сын Зиновьев (20 марта 1686 года) подал в Посольский приказ челобитную с просьбой, допросить оказавшегося проездом в Москве польского дворянина Александра Николаевича сына Зиновича о родстве Зиновьевых и Зиновичей, что и было сделано. Последний в расспросах заявил, что Петр Зиновьев приходится ему дядей и что "фамилия и прозвище их одно.
Очевидно, не имеет отношения к этому роду Иван Зиновьев, боярин Ивана Великого. Боярский сын Афанасий Зиновьев (1612) ведал московским земским двором, на коронации Михаила Фёдоровича «берёг место чертожное». В XVII веке Зиновьевы показаны в документах стольниками, стряпчими, воеводами.

## Описание гербов

#### Гербовник А.Т. Князева
Герб Зиновьевых (Зиновичей) принадлежит к группе ранних русских гербов, которые (23 апреля 1686) вместе с выписками из хроники Папроцкого "Гнездо рыцарей" и "Орбиса Полонуса" были предоставлены в Палату родословных дел, как доказательство при документах, обосновывающих право семьи на внесение в родословную книгу.
В Гербовнике Анисима Титовича Князева 1785 года предоставлены четыре герба к родословным Зиновьевых в трёх разных изображениях:
1. На княжеской мантии изображен овальный щит, в серебряном поле которого изображен золотой лапчатый крест и под ним половина перстня. Щит увенчан дворянской короной. Нашлемник - зелено-розовая птица.
2. В щите имеющий красное поле, изображен золотой лапчатый крест и под ним половина перстня. Щит увенчан обычным дворянским шлемом с дворянскою на нем короною. Нашлемник - зеленая птица держащая в клюве перстень. Цветовая гамма намёта не определены.
3. В щите, имеющий красное поле, изображен золотой лапчатый крест, на котором сидит желтая (золотая) птица держащая в клюве перстень. Под крестом с птицей изображено половина перстня. Щит увенчан коронованным дворянским шлемом. Нашлемник - три страусовых пера. Цветовая гамма намёта не определена[6].

#### Герб. Часть XVI. № 56.
Герб действительного тайного советника Ивана Зиновьева: в серебряном щите, лазоревый пояс, обремененный пятью золотыми о шести лучах звездами. Над поясом одна медвежья голова с красными глазами и языком. Над щитом дворянский коронованный шлем. Нашлемник - встающий вправо золотой лев с красными глазами и языком разверстывает лапами серебряный свиток с чёрными буквами и висящий красной печатью. Намёт справа чёрный, подложенный серебром, слева голубой, подложенный золотом.

## Родословие
Роспись Зиновьевых приведена в «Русской родословной книге» на стр. 209—218. Из старшей линии происходил генерал-майор Степан Степанович Зиновьев, который при Елизавете Петровне возглавлял Главный магистрат и владел обширной московской усадьбой в Зиновьевском переулке. Его сын Степан (1740—1794), женатый на дочери А. А. Меншикова, был при Екатерине II посланником в Испании.
До XX века прослеживается линия потомков Ивана Ивановича Зиновьева, которая возвысилась одновременно с братьями Орловыми благодаря близкому родству с ними, владела под Петербургом старинным селом Копорье, а в начале XIX века унаследовала от Дубянских ещё и поместье Зиновьевка. Сын Ивана Ивановича, Дмитрий Зиновьев (ум. 1661) имел сына Никиту, сын которого — подполковник Иван Никитич, дети которого:
- дочь, Лукерья (Гликерия) Ивановна (1710—?), жена Г. И. Орлова, мать братьев Орловых;
- сын, Зиновьев, Николай Иванович (1706—1773) — полицеймейстер в Санкт-Петербурге, сенатор, в 1764—1773 обер-комендант Петропавловской крепости 
∞ Евдокия Наумовна Синявина (1717—1777)
  - Александр Николаевич (?—1824) — камергер
∞ княгиня Долгорукова, Евдокия Александровна
  - Андрей Николаевич — полковник, служил на эскадре Эльфинстона в Архипелаге, потом в Польше
  - Пётр Николаевич
  - Варвара Николаевна (16.02.1753—?)[8]
  - Зиновьева-Орлова, Екатерина Николаевна (1758—1781) 
∞ Орлов, Григорий Григорьевич
  - Василий Николаевич (1755—1827) — тайный советник, камергер
∞ Варвара Михайловна Дубянская
∞ Устинья Федоровна Брейткопф
∞ Екатерина Петровна Розанова
    - Иван Васильевич
    - Наталья Васильевна ∞ П. С. Щулепников
    - Марья Васильевна ∞ А. Н. Левашов
    - Ульяна Васильевна ∞ А. Н. Новицкий
    - Степан Васильевич (1805—1871) 
∞ баронесса Аделаида Генриховна (Аделаида-Луиза-Юлия) Жомини, дочь военного теоретика
      - Ольга Степановна (1837—1905) — русская революционерка.

    - Пётр Васильевич ∞ В. И. Ельчанинова
    - Василий Васильевич (1814—1891) — генерал от инфантерии, генерал-адъютант, гофмаршал
∞ Прасковья Алексеевна Сверчкова (в первом браке Гверейро)
    - Павел Васильевич (1818—1871) ∞ княжна Марья Петровна Трубецкая
    - Устинья Васильевна (1808—1897) ∞ генерал А. П. Козлов
    - Анна Васильевна ∞ Г. К. Липгардт
    - Евдокия Васильевна ∞ Ал. Ант. Томич
    - Екатерина Васильевна (1816 — ?) ∞ З. А. Ажищев
    - Павла Васильевна ∞ Фёдор Ал. Железнов
    - Вера Васильевна (1820—1904) ∞ Веймарн
    - Андрей Васильевич
    - Софья Васильевна (1827—1887) ∞ князь Александр Степанович Урусов
    - Николай Васильевич (1801—1882), генерал от инфантерии, генерал-адъютант
∞ Юлия Николаевна Батюшкова
    - Дмитрий Васильевич (1823—1904) — надворный советник
∞ Софья Александровна Веймарн
      - Зиновьева-Аннибал, Лидия Дмитриевна (1866—1907) — русская писательница эпохи символизма ∞ Вячеслав Иванов
      - Александр Дмитриевич (1854—1931) — гос. деятель, тайный советник
        - Зиновьев, Дмитрий Александрович (1887—1963) — полковник императорской армии, эмигрант[9]
        - Лев Александрович (1882—1958) — депутат 4-й Гос. Думы, умер в Англии
          - Зиновьев, Кирилл Львович (1910—2015[10]), при его переходе в английское подданство происходил скандал с так наз. «Письмом Зиновьева», тогда он решил называться по своему отчеству — Львович, что в английском переводе звучит как Fitzlyon — сын льва
            - Себастьян Кириллович Зиновьев-Фицлайон (род. 01.01.1948) — консультант в сфере недвижимости, почётный консул Австралии в Санкт-Петербурге[11]

          - Лев Львович (1905—1951) — инженер-строитель, в годы Второй мировой войны майор британской морской пехоты
            - Пётр Львович (род. 1933) — изобретатель, основатель компании EMS

## Известные представители
- Зиновьев Жданко — приказной, воевода в Чебоксарах (1601).
- Зиновьев Иван — воевода в Мезени (1619-1620), потом в Кевроле и Мезени.
- Зиновьевы: Сулеш и Семён Петровичи — стольники патриарха Филарета (1629).
- Зиновьев Василий Петрович — воевода в Царевококшайске (1627-1628).
- Зиновьев Афанасий Алексеевич — московский дворянин (1627-1640).
- Зиновьев Федор Петрович — письменный голова, московский дворянин (1627-1640), воевода в Томске (1632-1634).
- Зиновьевы: Иван Петрович, Андрей Иванович — московские дворяне (1636-1640).
- Зиновьев Иван — дьяк (1640-1676).
- Зиновьев Дмитрий Иванович — московский дворянин (1640-1658) (убит 1661).
- Зиновьев Иван Петрович — воевода в Муроме (1647-1648).
- Зиновьев Федор Петрович — воевода в Белоозере (1648).
- Зиновьев Иван — дьяк, воевода в Путивле (1651), Пошехонье (1665).
- Зиновьев, Петр Васильевич — воевода в Белой (1664-1665).
- Зиновьев Петр Иванович — воевода в Каргополе (1670-1672).
- Зиновьев Иван Васильевич — воевода в Дорогобуже (1675).
- Зиновьев Петр Васильевич — стольник, воевода в Ржеве (1677-1678).
- Зиновьев Иван — подьячий, воевода в Сольвычегорске (1680).
- Зиновьев Петр Петрович — стольник, воевода в Якутске (1687-1690).
- Зиновьев Алексей Алексеевич — стряпчий (1692).
- Зиновьев N Афанасьевич — стольник царицы Прасковьи Фёдоровны (1692).
- Зиновьевы: Никита Степанович, Степан и Иван Никитичи, Степан, Василий и Григорий Петровичи, Афанасий Дмитриевич, Елисей и Афанасий Ивановичи, Фёдор и Василий Васильевичи — стольники (1668-1692).
- Зиновьевы: Степан Астафьевич, Степан Никитич, Степан, Степан  и Пётр Петровичи, Пётр Иванович,  Пётр Андреевич, Никита Дмитриевич, Иван Прокофьевич, Иван Степанович, Иван Яковлевич, Михаил Баишов, Иван и Пётр Васильевичи, Иван и Василий Даниловичи — московские дворяне (1658-1692).
- Зиновьевы: Михаил и Андрей Петровичи — стольники царицы Натальи Кирилловны (1694)[12][13].

## Другие Зиновьевы
Из мещан происходил А. З. Зиновьев (1801—1884), инспектор Демидовского лицея в Ярославле. Некоторые из его сыновей:
- Зиновьев, Иван Алексеевич (1835—1917) — дипломат, посланник России в Румынии (1872-1876),Иране (1876-1883).
- Зиновьев, Михаил Алексеевич (1838—1895) — артиллерийский офицер, генерал-лейтенант, лифляндский губернатор.
- Зиновьев, Николай Алексеевич (1839—1917) — заместитель министра внутренних дел В. К. Плеве (1902—1904), член государственного совета (с 1904).